# Armorial des communes de la Charente-Maritime
- il comporte peu ou pas de sources.
- le nombre de blasons représentés est faible par rapport au sujet de la page.

Cette page donne les armoiries (figures et blasonnements) des communes de la Charente-Maritime.

(4 dessin(s) en attente: CCMT)
- Haut – A
- B
- C
- D
- E
- F
- G
- H
- I
- J
- K
- L
- M
- N
- O
- P
- Q
- R
- S
- T
- U
- V
- W
- X
- Y
- Z

## A
| Blason de Aigrefeuille-d'Aunis | Blason  | De gueules à une perdrix couronnée d'or.                                                                |
| Blason de Aigrefeuille-d'Aunis | Détails | Il s'agit en fait du blason de la province de l'Aunis. Le statut officiel du blason reste à déterminer. |

| Blason de Allas-Champagne | Blason  | Parti : au 1er de gueules au cep de vigne d'or, au 2e d'argent à trois fasces ondées d'azur et à la volute de crosse d'or brochante.                                                                                            |
| Blason de Allas-Champagne | Détails | Le cep de vigne évoque une commune viticole, les trois fasces ondées les trois rivières qui arrosent la commune et la volute de crosse, saint Didier. Armoiries composées par Jean-François Binon et adoptées en novembre 2019. |

| Blason de Annepont | Blason  | D'azur à un pont en dos d'âne alésé d'une arche de sable maçonné d'argent, accompagné en chef de deux fleurs de lis d'or et en pointe d'une chouette éployée perchée d'or |
| Blason de Annepont | Détails | Armes parlantes (PONT (en dos d')ÀNE). Création JF Binon. Sur le site de la commune deuis 2022 .                                                                          |

| Blason de Annezay | Blason  | D'azur à une clé d'argent accostée de deux gerbes de blé d'or, au chef bastillé d'or chargé de deux pigeons affrontés d'azur. |
| Blason de Annezay | Détails | Les couleurs d'azur, d'or et d'argent pour la Saintonge. Le chef bastillé représente le château et la ferme fortifiée. La clé pour l'église de Saint-Pierre. Les deux pigeons pour le pigeonnier. La gerbe de blé pour évoquer la ferme ou l'activité agricole de la commune. Adopté le 5 août 2023. |

| Blason de Angliers | Blason  | D'azur à trois bécasseaux d'argent.              |
| Blason de Angliers | Détails | Le statut officiel du blason reste à déterminer. |

| Blason de Angoulins | Blason  | D’azur à la nef flammée d’or, au gouvernail du même, habillée d’argent et à la hune du même, au chef de gueules* chargé de trois étoiles du second.            |
| Blason de Angoulins | Détails | * Il y a là non-respect de la règle de contrariété des couleurs : ces armes sont fautives (gueules sur azur). Le statut officiel du blason reste à déterminer. |

| Blason de Archiac | Blason  | De gueules aux deux pals de vair, au chef d’or.  |
| Blason de Archiac | Détails | Le statut officiel du blason reste à déterminer. |

| Blason de Ardillières | Blason  | Coupé : au 1er de gueules à la cotice d'argent accompagnée en chef d'une perdrix couronnée d'or et en pointe d'un dolmen du même, au 2e d'or à une tierce de sinople. |
| Blason de Ardillières | Détails | Le statut officiel du blason reste à déterminer. |

| Blason de Ars-en-Ré | Blason  | Parti : au 1er de gueules à trois fleurs de lis d'argent, au 2e d'or à deux aigles de gueules, le tout enfermé dans une filière d'argent. |
| Blason de Ars-en-Ré | Détails | Le statut officiel du blason reste à déterminer.                                                                                          |
| Blason de Ars-en-Ré | Alias   | D'azur au clocher du lieu d'argent, essoré de sable et mouvant de la pointe.                                                              |

| Blason de Aulnay | Blason  | D’or à une ombre de pal accosté de quatre losanges de gueules. |
| Blason de Aulnay | Détails | Le statut officiel du blason reste à déterminer.               |

| Blason de Aytré | Blason  | De gueules à une roue dentée d'argent percée du champ, soutenue d'une champagne fascée-ondée d'argent et d'azur, chargée d'un soleil rayonnant d'or issant de la pointe, au chef d'azur* à trois demi-vols d'or. |
| Blason de Aytré | Détails | * Il y a là non-respect de la règle de contrariété des couleurs : ces armes sont fautives (azur sur gueules). Le statut officiel du blason reste à déterminer.                                                   |

Pas d'information pour les communes suivantes : Agudelle, Allas-Bocage, Anais (Charente-Maritime), Andilly (Charente-Maritime), Antezant-la-Chapelle, Arces (Charente-Maritime), Archingeay, Arthenac, Arvert, Asnières-la-Giraud, Aujac (Charente-Maritime) , Aumagne, Authon-Ébéon, Avy
- Haut – A
- B
- C
- D
- E
- F
- G
- H
- I
- J
- K
- L
- M
- N
- O
- P
- Q
- R
- S
- T
- U
- V
- W
- X
- Y
- Z

## B
| Blason de Bedenac | Blason  | Parti : au 1er d'or à un pin maritime coupé au naturel, au 2e d'azur à une mitre d'argent accompagnée de trois fleurs de lys d'or, le tout sommé d'un chef ondé de gueules chargé de trois chevrons alésés d'or rangés en fasce. |
| Blason de Bedenac | Détails | Création Jean-François Binon, adoptée en 2021. |

| Blason de Boisredon | Blason  | Coupé : au 1er d'argent à trois bandes de gueules, au 2e d'azur au chevron d'or. |
| Blason de Boisredon | Détails | Le statut officiel du blason reste à déterminer.                                 |

| Blason de Bois-Plage-en-Ré (Le) | Blason  | D'argent aux quatre burelles ondées d'azur abaissées sous un soleil non figuré rayonnant d'or mouvant de la première et accompagné en chef d'une pomme de pin et d'une grappe de raisin, toutes deux de gueules. |
| Blason de Bois-Plage-en-Ré (Le) | Détails | * Il y a là non-respect de la règle de contrariété des couleurs : ces armes sont fautives (or sur argent). Création Maurice Sourisseau.                                                                          |

| Blason de Bourcefranc-le-Chapus | Blason  | D’argent au fort Louvois d’or terrassé de sinople, au chef de France.                                                                                       |
| Blason de Bourcefranc-le-Chapus | Détails | * Il y a là non-respect de la règle de contrariété des couleurs : ces armes sont fautives (or sur argent). Le statut officiel du blason reste à déterminer. |

| Blason de Brée-les-Bains (La) | Blason  | De gueules au moulin à vent de trois niveaux à retrait couvert d’argent, à la champagne cousue d’azur chargée d’une grappe de raisin d’or, au comble cousu d’azur losangé de cinq pièces d’or. Devise / CriQue la braye saye. |
| Blason de Brée-les-Bains (La) | Détails | * Il y a là non-respect de la règle de contrariété des couleurs : ces armes sont fautives (azur sur gueules). Le statut officiel du blason reste à déterminer.                                                                |

| Blason de Breuil-Magné | Blason  | Écartelé : au 1er d’argent à la maison en perspective du même, essorée d’or, ouverte et ajourée de gueules, brochant sur trois cyprès de sinople rangés en fasce, au 2e d’azur au moulin d’argent ailé d’or et essoré de gueules, au 3e coupé-ondé en chef-barre-champagne d’azur et d’argent, à deux touffes de jonc d’or mouvant du trait de partition à chaque flanc et à l’oiseau de gueules contourné en vol, au 4e d’argent à trois arbres coupés au naturel rangés en fasce. |
| Blason de Breuil-Magné | Détails | * Il y a là non-respect de la règle de contrariété des couleurs : ces armes sont fautives (argent sur argent, gueules sur azur). Le statut officiel du blason reste à déterminer. |

| Blason de Breuillet | Blason  | Écartelé : au 1er d'argent aux trois chevrons de gueules, au 2e de gueules au lion d'or, au 3e d'azur à l'aigle contournée essorante au vol éployé et abaissé d'or, au 4e de gueules aux six besants d'argent ordonnés 2, 1, 2 et 1, à l'estrez d'argent brochant sur la partition, sur le tout un livre ouvert d'argent, à la reliure et à la tranche d'or, chargé du portail du temple du lieu à dextre et du portail de l'église du lieu à senestre, les deux dessinés au trait. Devise / CriLa force naît de l'union. |
| Blason de Breuillet | Détails | Les armoiries de la commune ont été homologuées le 28 novembre 1993 à Paris par le Conseil français d’héraldique. |

| Blason de Brie-sous-Archiac | Blason  | De gueules au lion à la queue fourchue d’hermine armé, lampassé et couronné d’or, chaussé d’or, chargé de deux feuilles de vigne pamprées de sinople. |
| Blason de Brie-sous-Archiac | Détails | Le statut officiel du blason reste à déterminer. |

| Blason de Brizambourg | Blason  | Coupé : au 1er d'azur à la tour d'argent, maçonnée d'or et accostée de deux grappes de raisin d'or, celle de dextre posée en bande, celle de senestre en barre, au 2e de gueules à la cruche cousue de sinople sur son plateau du même, accostée de deux couleuvres d'or, celle de dextre posée en barre et celle de senestre en bande, à la fasce bastillée d'argent et maçonnée d'or, brochant sur la partition et sur laquelle est posée la tour du 1er. |
| Blason de Brizambourg | Détails | * Il y a là non-respect de la règle de contrariété des couleurs : ces armes sont fautives (sinople sur gueules). Le statut officiel du blason reste à déterminer. |

| Blason de Bussac-sur-Charente | Blason  | Parti : au 1er de gueules à un arbre d'or mouvant de la pointe, au 2e d'or à un soleil non figuré aux rais droits de gueules mouvant de l'angle dextre de la pointe, le tout à la champagne d'or chargée de trois burelles ondées de gueules. |
| Blason de Bussac-sur-Charente | Détails | Le statut officiel du blason reste à déterminer. |

Pas d'information pour les communes suivantes : Bagnizeau, Balanzac, Ballans, Ballon (Charente-Maritime), La Barde, Barzan, Bazauges, Beaugeay, Beauvais-sur-Matha, Belluire, La Benâte, Benon, Bercloux, Bernay-Saint-Martin, Berneuil (Charente-Maritime), Beurlay, Bignay, Biron (Charente-Maritime), Blanzac-lès-Matha, Blanzay-sur-Boutonne, Bois (Charente-Maritime), Bords, Boresse-et-Martron, Boscamnant, Bougneau, Bouhet, Bourgneuf (Charente-Maritime), Boutenac-Touvent, Bran (Charente-Maritime), Bresdon, Breuil-la-Réorte, Brie-sous-Matha, Brie-sous-Mortagne, Brives-sur-Charente, La Brousse, Burie, Bussac-Forêt
- Haut – A
- B
- C
- D
- E
- F
- G
- H
- I
- J
- K
- L
- M
- N
- O
- P
- Q
- R
- S
- T
- U
- V
- W
- X
- Y
- Z

## C
| Blason à dessiner | Blason  | Tiercé en pairle renversé haussé sur les flancs : au 1er de sinople à l'église du lieu d'or, au 2e de sinople au bâtiment du lieu d'or, au 3e d'azur au pont métallique de sable, posé en perspective, alésé a dextre, à trois piliers d'argent, le premier brochant et les deux autres posés sur une mer ondée et cousue de sinople, accompagné en chef à dextre d'une aigrette contournée d'argent et à senestre d'une gabarre du même habillée d'or, à trois épis de blés liés et empoignés d'or brochant en cœur sur la partition. |
| Blason à dessiner | Détails | Le statut officiel du blason reste à déterminer. |

| Blason de Chadenac | Blason  | Tiercé en pairle renversé: au 1 d'azur à l'église Saint-Martin du lieu d'argent accompagnée de trois fleurs de lis d'or, au 2 d'argent à la fasce ondée d'azur et à une épée basse d'or garnie de gueules brochante , au 3 de gueules à la voie romaine pavée d'argent et jointée de sable posée en fasce surmontée d'une borne miliaire d'argent portant, rangées en pal, les inscriptions TRIBVN, IMPERATORXI, COSIIIDESIGN et XXIVM en capitales de sable. |
| Blason de Chadenac | Détails | Créé par JF Binon. Sur PanneauPocket 2023. |

| Blason de Chaniers | Blason  | D'azur à la barre cousue de tenné, chargée de quatre tourteaux de sinople, accompagnée en chef du clocher du lieu d'argent essoré de sable mouvant de la barre et en pointe d'un poisson de gueules versé en barre, au comble de sinople chargé de l'inscription « CHANIERS » en lettres capitales de sable. |
| Blason de Chaniers | Détails | * Il y a là non-respect de la règle de contrariété des couleurs : ces armes sont fautives (tenné sur azur, sinople sur tenné, sable sur sinople, gueules sur azur). Le statut officiel du blason reste à déterminer.                                                                                         |

| Blason de Chapelle-des-Pots (La) | Blason  | D'argent au four à poterie du même, maçonné et ouvert de sable et accompagné en chef à dextre d'une poterie de sinople, à l'anse du même à senestre, la partie supérieure de tenné et à senestre d'une grappe de raisin de pourpre tigée et feuillée de sinople. |
| Blason de Chapelle-des-Pots (La) | Détails | * Il y a là non-respect de la règle de contrariété des couleurs : ces armes sont fautives (argent sur argent). Armes parlantes (pot). Le statut officiel du blason reste à déterminer.                                                                           |

| Blason de Charron | Blason  | Écartelé : au 1er d’azur à la coquille de moule de sable ombrée d’argent posée en barre, au 2e de gueules à la perdrix couronnée d’or, au 3e de gueules à la tour d’argent, au 4e d’azur au besant défaillant à dextre et à l’épi, les deux d’or et passés en sautoir. |
| Blason de Charron | Détails | * Il y a là non-respect de la règle de contrariété des couleurs : ces armes sont fautives (sable sur azur). Le statut officiel du blason reste à déterminer. |

| Blason de Châtelaillon-Plage | Blason  | D’or à l’aigle bicéphale de sable, à la bordure de gueules. |
| Blason de Châtelaillon-Plage | Détails | Le statut officiel du blason reste à déterminer.            |

| Blason de Château d'Oléron (Le) | Blason  | Coupé : au 1er d'or au château de sable, ouvert et ajouré d'argent, au 2e de gueules à la barque d'or montée de quatre personnages contournés, chacun tenant une lance à guidon du même, voguant sur une onde d'azur. |
| Blason de Château d'Oléron (Le) | Détails | Armes parlantes. * Il y a là non-respect de la règle de contrariété des couleurs : ces armes sont fautives (azur sur gueules).. Le statut officiel du blason reste à déterminer.                                      |

| Blason de Chenac-Saint-Seurin-d'Uzet | Blason  | Tiercé en pairle renversé : au 1er de gueules au chêne d'or, au 2e d'or à la grappe de raisin de pourpre tigée et feuillée au naturel, au 3e d'azur à l'esturgeon d'argent. |
| Blason de Chenac-Saint-Seurin-d'Uzet | Détails | Présenté le 9 juillet 2015. |

| Blason de Chérac | Blason  | De sinople à la trangle ondée d’argent accompagnée en chef d’une fleur de tilleul accostée de deux grappes de raisin, le tout d’or et en pointe de deux épis courbés d’or, les tiges passées en sautoir, accostés de deux arbres de sable, à l’écusson d’azur à la mitre d’argent accompagnée de trois fleurs de lys d’or brochant en abîme sur la trangle. |
| Blason de Chérac | Détails | * Il y a là non-respect de la règle de contrariété des couleurs : ces armes sont fautives (sable sur sinople). Le statut officiel du blason reste à déterminer. |

| Blason de Chermignac | Blason  | Parti mi coupé à senestre : au 1 de sinople à la croix hosannière du lieu d'argent, au 2 d'argent à une grappe de raisin d'or tigée de tenné et feuillée de sinople, au 3 de gueules à un chaudron accosté de deux branches de laurier affrontées en pal, tous d'or. |
| Blason de Chermignac | Détails | Créé par JF Binon. Adopté le 8 mars 2021. |

| Blason de Ciré-d'Aunis | Blason  | D'azur semé d'étoiles d'or, au lion d'or brochant. |
| Blason de Ciré-d'Aunis | Détails | Le statut officiel du blason reste à déterminer.   |

| Blason de La Clisse | Blason  | Taillé : d'azur et de gueules, au portail d'église du lieu d'argent brochant, adextré de deux épis de blé d'or passés en sautoir, senestré d'une grappe de raisin de pourpre feuillée de sinople, soutenu d'une tierce ondée alésée d'azur bordée en filet d'argent, le tout accompagné des inscriptions « La Clisse » d'argent en chef et « Saintonge Romane » du même posée en orle en pointe. |
| Blason de La Clisse | Détails | Le statut officiel du blason reste à déterminer. |

| Blason de Clotte (La) | Blason  | Coupé voûté : au 1er d'argent à la fasce ondée d'azur et à une roue de moulin de gueules brochante, au 2e de sinople à un chêne arraché d'or. |
| Blason de Clotte (La) | Détails | Adopté le 7 mars 2022. |

| Blason de Corme-Royal | Blason  | D'azur au cormier [sorbier] d'argent, les racines brochant sur une champagne cousue de gueules.                                                                                 |
| Blason de Corme-Royal | Détails | * Il y a là non-respect de la règle de contrariété des couleurs : ces armes sont fautives (gueules sur azur). Armes parlantes. Le statut officiel du blason reste à déterminer. |

| Blason de Couarde-sur-Mer (La) | Blason  | D’or semé de fleurs de lis d’azur, à la nef de gueules brochant. |
| Blason de Couarde-sur-Mer (La) | Détails | Le statut officiel du blason reste à déterminer.                 |

| Blason de Coulonges (Charente-Maritime) | Blason  | Coupé mi parti en chef : au 1) d'azur à la mitre d'argent accompagnée de trois fleurs de lis d'or, au 2) d'or à un taureau cabré de tenné, au 3) d'argent à un alambic de gueules |
| Blason de Coulonges (Charente-Maritime) | Détails | Création JF Binon, sur PanneauPocket 2024: |

| Blason de Cozes | Blason  | Écartelé : au 1er d'azur à la bande ondée d'argent accompagnée d'une étoile d'or en chef, au 2e de sinople à la gerbe de blé liée d'or, au 3e de gueules à la grappe de raisin tigée et feuillée d'argent, au 4e d'argent à la croix d'azur chargée de quatre coquilles d'or et de quatre besants du même en cœur, ordonnés en losange, sur le tout fascé d'or et de sable. |
| Blason de Cozes | Détails | Création M. Grossoleil. |

| Blason de Cravans | Blason  | Parti : au 1er de gueules à la clé contournée d'argent, au 2e d'argent au lion de gueules, armé, lampassé et couronné d'or, le tout sommé d'un chef d'azur au loup passant d'or. |
| Blason de Cravans | Détails | Création Jean-François Binon. Adopté le 2 mai 2013. |

| Blason de Crazannes | Blason  | Tiercé en pairle renversé : au 1er de sinople à un vase à parfum d'or, au 2e de gueules à trois chevrons d'or et à un taureau furieux d'argent brochant, au 3e d'argent à trois fasces ondées d'argent et à deux pics de carrier de sable passés en sautoir et brochant. |
| Blason de Crazannes | Détails | Création Jean-François Binon. Adopté en 2021. |

Pas d'information pour les communes suivantes : Celles (Charente-Maritime), Cercoux, Chaillevette, Chamouillac, Chambon, Champagnac (Charente-Maritime), Champagne (Charente-Maritime), Champagnolles, Champdolent, Chantemerle-sur-la-Soie, Chartuzac, Chatenet, Chaunac, Le Chay (Charente-Maritime), Chepniers, Cherbonnières, Chervettes, Chevanceaux, Chives, Cierzac, Clam, Clavette (Charente-Maritime), Clérac, Clion (Charente-Maritime), Coivert, Colombiers (Charente-Maritime), Consac, Contré, Corignac, Corme-Écluse, Courant (Charente-Maritime), Courcelles (Charente-Maritime), Courcerac, Courçon, Courcoury, Courpignac, Coux (Charente-Maritime), Cramchaban, Cressé, Croix-Chapeau, La Croix-Comtesse
- Haut – A
- B
- C
- D
- E
- F
- G
- H
- I
- J
- K
- L
- M
- N
- O
- P
- Q
- R
- S
- T
- U
- V
- W
- X
- Y
- Z

## D
| Blason de Dœuil-sur-le-Mignon | Blason  | Parti : au 1er d'azur à la mitre d'argent, au 2e d'argent au lion de gueules armé et lampassé d'or, le tout sommé d'un chef ondé de sinople chargé d'une gerbe de blé d'or liée de gueules et accostée de deux grappes de raisins tigées et feuillées d'or. |
| Blason de Dœuil-sur-le-Mignon | Détails | Le statut officiel du blason reste à déterminer. |

| Blason de Dolus-d'Oléron | Blason  | Coupé : au 1er d'argent au renard de gueules passant la tête de face, au 2e losangé d'azur et d'or, au pal de sinople brochant. |
| Blason de Dolus-d'Oléron | Détails | Le statut officiel du blason reste à déterminer.                                                                                |

| Blason de Dompierre-sur-Mer | Blason  | D’or à trois lionceaux de gueules accompagnés en cœur d’une clé renversée de sable, brochant sur une chaîne brisée d’or posée en chevron couché et entrelacée avec l’anneau de la clé. |
| Blason de Dompierre-sur-Mer | Détails | Armes des D'Allemagne, anciens seigneurs. Le statut officiel du blason reste à déterminer.                                                                                             |

Pas d'information pour les communes suivantes : Dampierre-sur-Boutonne, Dompierre-sur-Charente, Le Douhet
- Haut – A
- B
- C
- D
- E
- F
- G
- H
- I
- J
- K
- L
- M
- N
- O
- P
- Q
- R
- S
- T
- U
- V
- W
- X
- Y
- Z

## E
| Blason de Écoyeux | Blason  | Parti : au 1er fascé d'argent et de gueules, à un casque romain d'or, au 2e de sinople à une coquille d'argent, à la champagne d'argent chargée d'une fasce ondée d'azur et à un crosseron de sable brochant sur la fasce. |
| Blason de Écoyeux | Détails | Le statut officiel du blason reste à déterminer. |

| Blason de Éguille (L’) | Blason  | D’argent au chevron de gueules accompagné en chef de deux merlettes affrontées de sable et en pointe de trois bisses ondoyantes de sinople posées en pal et mal ordonnées. |
| Blason de Éguille (L’) | Détails | Le statut officiel du blason reste à déterminer. |

| Blason de Esnandes | Blason  | Écartelé : au 1er et 4e fascé d’argent et d’azur de huit pièces, au 2e et 3e à cinq points d’or équipolés à quatre d’azur. |
| Blason de Esnandes | Détails | Le statut officiel du blason reste à déterminer.                                                                           |

| Blason de Étaules | Blason  | De sinople au bateau de deux mâts d’argent équipé de sable, habillé de trois focs et de deux voiles majeurs aussi d’argent, voguant sur des ondes alésées d’azur, accompagné de trois fleurs de lys d’argent, au comble cousu d’azur chargé de l’inscription « ETAULES » en lettres capitales aussi d’argent. Devise / CriTempus omnia vincit (Le temps triomphe toujours). |
| Blason de Étaules | Détails | * Il y a là non-respect de la règle de contrariété des couleurs : ces armes sont fautives (azur sur sinople). Le statut officiel du blason reste à déterminer. |

Pas d'information pour les communes suivantes : Échebrune, Échillais, Écurat, Les Éduts, Les Églises-d'Argenteuil, Épargnes, Les Essards (Charente-Maritime), Expiremont
- Haut – A
- B
- C
- D
- E
- F
- G
- H
- I
- J
- K
- L
- M
- N
- O
- P
- Q
- R
- S
- T
- U
- V
- W
- X
- Y
- Z

## F
| Blason de Floirac | Blason  | Coupé ondé: au 1) de gueules à trois épis de blé tigés, feuillés, empoignés et liés d'or à dextre et à une grappe de raisin d'or tigée et feuillée au naturel à senestre, au 2) d'azur à un moulin à vent d'argent, ouvert, essoré et ailé au naturel |
| Blason de Floirac | Détails | Création JF Binon. Utilisation Mairie : 2021. Site commune : 2022 |

| Blason de Flotte (La) | Blason  | Parti : au 1er de gueules au lion d'or chargé sur l'épaule d'une coquille d'argent, au 2e mi-parti d'azur semé de fleurs de lis d'or et à la nef d'argent brochante.                                         |
| Blason de Flotte (La) | Détails | * Il y a là non-respect de la règle de contrariété des couleurs : ces armes sont fautives (argent sur or). Création Mlle Françoise Giteau, Mme Elisabeth Pauly et M. Jacques Boucard (1981). Adopté en 1982. |

| Blason de Fontaine-Chalendray | Blason  | Écartelé : aux 1er et 4e d'argent à quatre burelles d'azur, aux 2e et 3e de gueules au croissant d'argent. |
| Blason de Fontaine-Chalendray | Détails | Adopté par la municipalité.                                                                                |

| Blason de Fouras | Blason  | D'azur à la barque d'argent et de gueules de deux mâts, habillée d'or et pavillonnée d'azur, d'argent et de gueules, voguant sur une mer de sinople agitée de sable et accostée de deux poissons d'argent posés en pal, au chef parti de sable à la lune au plein d'or et de gueules au fort Vauban du lieu aussi d'argent. |
| Blason de Fouras | Détails | * Il y a là non-respect de la règle de contrariété des couleurs : ces armes sont fautives (sinople sur azur, chef non cousu).. Le statut officiel du blason reste à déterminer. |

Pas d'information pour les communes suivantes : Fenioux (Charente-Maritime), Ferrières (Charente-Maritime), Fléac-sur-Seugne, Fontaines-d'Ozillac, Fontcouverte (Charente-Maritime), Fontenet, Forges (Charente-Maritime), Le Fouilloux, La Frédière
- Haut – A
- B
- C
- D
- E
- F
- G
- H
- I
- J
- K
- L
- M
- N
- O
- P
- Q
- R
- S
- T
- U
- V
- W
- X
- Y
- Z

## G
| Blason de Gémozac | Blason  | Écartelé : au 1er d'azur au château d'argent maçonné de sable, au 2e bandé d'azur et d'argent à la coquille de gueules brochant, au 3e de gueules à la clef d'argent, au 4e d'argent au cep de vigne arraché au naturel. Devise / CriAngulus ridet. |
| Blason de Gémozac | Détails | Le statut officiel du blason reste à déterminer. |

| Blason de Genouillé | Blason  | Coupé ondé : au 1er parti au I d'or au lion de sinople, couronné d'argent, armé et lampassé de gueules, au II de gueules à neuf losanges d'argent accolées et appointées 3, 3 et 3, au 2e de sinople au héron d'argent, becqué et membré d'or, accosté de deux poissons du même. |
| Blason de Genouillé | Détails | Adopté par la municipalité. |

| Blason de Germignac | Blason  | D’argent à deux rameaux d’olivier de sable feuillés d’or posés en redorte, les tiges passées en sautoir et tenues par deux colombes essorantes et affrontées d’argent, enfermant une lettre capitale G de sable, surmontés de l’inscription « RF » en lettres capitales d’azur accostée de deux feuilles de vigne affrontées de sinople. |
| Blason de Germignac | Détails | Le statut officiel du blason reste à déterminer. |

| Blason de Gonds (Les) | Blason  | Écartelé : au 1er de pourpre au château du lieu d'argent, essoré d'azur et accompagné en chef d'un massacre de cerf d'orangé, au 2e de gueules au quart de roue dentée d'or posée en fasce et à l'avion de chasse d'argent, posé en bande de profil et brochant, au 3e d'or à l'épi d'orge de tenné, tigé et feuillé de sinople posé en bande et passé en sautoir avec un épi de blé, tigé et feuillé d’orangé posé en barre et à l'épi de maïs du même, tigé et feuillé de gueules brochant en pal, au 4e d'azur à l'église du lieu d'or, essorée et ombrée de gueules, au comble d'argent chargé de l'inscription de sable « LES GONDS », brochant sur les deux premiers quartiers. |
| Blason de Gonds (Les) | Détails | Créé par Maurice Deschamps sur les indications du maire de l'époque, Louis Grelard. Adopté en 1995. |

| Blason de Gourvillette | Blason  | De sinople à l’épée renversée d’argent accompagnée de trois fleurs de lys d’or, à l’écusson de gueules à la sirène de deux queues aussi d’or brochant en abîme sur le tout. |
| Blason de Gourvillette | Détails | Le statut officiel du blason reste à déterminer. |

| Blason de Grand-Village-Plage (Le) | Blason  | Losangé d'or et d'azur au pal de sinople brochant chargé d'une pomme de pin surmontée d'un soleil et soutenue d'un meulon de sel, le tout d'argent. |
| Blason de Grand-Village-Plage (Le) | Détails | Le statut officiel du blason reste à déterminer. |

| Blason de La Gripperie-Saint-Symphorien | Blason  | Tiercé en pairle renversé : au 1er de sinople à saint Symphorien évêque d'or, au 2e de gueules au héron d'argent, becqué et membré d'or, au 3e d'or à la tortue de sable en pal. |
| Blason de La Gripperie-Saint-Symphorien | Détails | Le statut officiel du blason reste à déterminer. |

| Blason de Gua (Le) | Blason  | D’azur aux trois pals d’argent, au chef du premier chargé de trois étoiles du second. |
| Blason de Gua (Le) | Détails | Le statut officiel du blason reste à déterminer.                                      |

Pas d'information pour les communes suivantes : Geay (Charente-Maritime), La Genétouze (Charente-Maritime), Gibourne, Le Gicq, Givrezac, Grandjean (Charente-Maritime), La Grève-sur-Mignon, Grézac, Le Gué-d'Alleré, Guitinières
- Haut – A
- B
- C
- D
- E
- F
- G
- H
- I
- J
- K
- L
- M
- N
- O
- P
- Q
- R
- S
- T
- U
- V
- W
- X
- Y
- Z

## H
| Blason de Hiers-Brouage | Blason  | Mi-parti : au 1er d'argent à la fasce bandée d'or et de gueules, au 2e d'argent aux trois chevrons de gueules, sur le tout d'azur à trois fleurs de lys d'or. |
| Blason de Hiers-Brouage | Détails | Le statut officiel du blason reste à déterminer. |
| Blason de Hiers-Brouage | Alias   | Parti de France et de Navarre. |

Pas d'information pour les communes suivantes : Haimps, L'Houmeau

## I
| Blason de Île-d'Aix | Blason  | De sinople au lion d'or tenant un trident du même, sur un rocher de sable. Devise / CriTerraque, marique (Et par terre, et par mer).      |
| Blason de Île-d'Aix | Détails | * Il y a là non-respect de la règle de contrariété des couleurs : ces armes sont fautives (sable sur sinople). Adopté le 25 janvier 1810. |

## J
| Blason de Jarnac-Champagne | Blason  | Tiercé en pairle renversé : au 1er de gueules à une colombe en vol d'argent tenant dans son bec un rameau d'olivier de sinople, au 2e d'argent à un cep de tenné, pampré de sinople et fruité de pourpre, accolé à un échalas de sable, au 3e d'azur à un monde d'or. |
| Blason de Jarnac-Champagne | Détails | Adopté en 2021. |

| Blason de Jarrie (La) | Blason  | De gueules au chêne vert arraché d’argent accompagné de quatre fleurs de lys d’or cantonnées. |
| Blason de Jarrie (La) | Détails | Le statut officiel du blason reste à déterminer.                                              |

| Blason de Jarrie-Audouin (La) | Blason  | D'azur au chevron d'or accompagné en chef dextre d'un chêne de sinople, en chef senestre d'une grappe de raisin de gueules tigée de sinople et en pointe d'une perdrix couronnée et contournée d'or. |
| Blason de Jarrie-Audouin (La) | Détails | * Il y a là non-respect de la règle de contrariété des couleurs : ces armes sont fautives (sinople et gueules sur azur). Le statut officiel du blason reste à déterminer.                            |

| Blason de Jazennes | Blason  | Écartelé : au 1er d’azur à l’aigle d’or, au 2e d’argent à la fasce de gueules accompagnée de six coquilles du même 3 en chef et 3 en pointe 2, 1, au 3e d’argent aux deux fasces de sable accompagnées de six merlettes de même 3, 2, 1, au 4e d’azur à la mitre d’argent accompagnée de trois fleurs de lys d’or, à la divise de gueules à trois bandes d’or brochant. |
| Blason de Jazennes | Détails | Le statut officiel du blason reste à déterminer. |

| Blason de Jonzac | Blason  | De gueules au pont de trois arches d'argent maçonné de sable posé sur une rivière aussi d'argent mouvant de la pointe, surmonté d'un château couvert à deux grosses tours et un entremur, le tout du même maçonné aussi de sable. Devise / CriPost bella, otia pacis (Après les guerres, les loisirs de la paix). |
| Blason de Jonzac | Détails | Le statut officiel du blason reste à déterminer. |

Pas d'information pour les communes suivantes : La Jard, La Jarne, Juicq, Jussas
- Haut – A
- B
- C
- D
- E
- F
- G
- H
- I
- J
- K
- L
- M
- N
- O
- P
- Q
- R
- S
- T
- U
- V
- W
- X
- Y
- Z

## L
| Blason de Lagord | Blason  | De gueules au pressoir à vis au naturel, soutenu d’une champagne d’azur* chargée de trois feuilles de chêne de sinople* posées en bande et rangées en fasce, au comble aussi d’azur* chargé du nom « LAGORD » en lettres capitales d’argent. Devise / CriCru, bon lieu ! |
| Blason de Lagord | Détails | * Il y a là non-respect de la règle de contrariété des couleurs : ces armes sont fautives (azur sur gueules, sinople sur azur). Le statut officiel du blason reste à déterminer.                                                                                         |

| Blason de La Laigne | Blason  | Tiercé en pairle renversé: au 1 de gueules à une perdrix couronnée d'or, au 2 de sinople à la croix pattée et alésée d'or, au 3 d'argent à un cep de vigne de tenné, feuillé de sinople, fruité de pourpre et tuteuré de sable, accosté de deux mouchetures d'hermine du même. |
| Blason de La Laigne | Détails | Entête de document de la mairie, 2025. Auteur(s)Binon |

Pas d'information pour les communes suivantes : Landes (Charente-Maritime), Landrais, Léoville, Loire-les-Marais, Loiré-sur-Nie, Loix, Longèves (Charente-Maritime), Lonzac, Lorignac, Loulay, Louzignac, Lozay, Luchat, Lussac (Charente-Maritime), Lussant
- Haut – A
- B
- C
- D
- E
- F
- G
- H
- I
- J
- K
- L
- M
- N
- O
- P
- Q
- R
- S
- T
- U
- V
- W
- X
- Y
- Z

## M
| Blason de Marans | Blason  | D'azur semé de croisettes recroisetées au pied fiché d'or, au croissant d'argent brochant sur le tout. |
| Blason de Marans | Détails | Le statut officiel du blason reste à déterminer.                                                       |

| Blason de Marennes | Blason  | D'azur à la galère d'argent voguant sur des ondes du même mouvant de la pointe, adextrée en chef d'une étoile aussi d'argent. |
| Blason de Marennes | Détails | Le statut officiel du blason reste à déterminer.                                                                              |

| Blason de Marsilly | Blason  | Taillé : au 1er d’azur à la barque à voile carrée d’argent voguant sur une mer isolée du même, au 2e de sinople à la grappe de raisin feuillée de deux pièces d’argent. |
| Blason de Marsilly | Détails | Le statut officiel du blason reste à déterminer. |

| Blason de Matha | Blason  | De gueules aux deux pattes antérieures de griffon d’or posées en barre et rangées en pal.   |
| Blason de Matha | Détails | Blason des Bourdeilles, anciens seigneurs. Le statut officiel du blason reste à déterminer. |

| Blason de Médis | Blason  | D'argent au lion de gueules. Devise / CriDe Médis point ne médis.                                                                                                |
| Blason de Médis | Détails | Créé à partir des blasons des familles les plus anciennes et ayant possédé un fief à Médis : les Froger de la Rigaudière et les de Luchet. Adopté le 9 mai 1990. |

| Blason de Meschers-sur-Gironde | Blason  | De sinople à l'ancre d'or chargée d'une étoile du même, accostée en chef de deux étoiles aussi d'or, au chef cousu de gueules chargé d'un poisson d'or.           |
| Blason de Meschers-sur-Gironde | Détails | * Il y a là non-respect de la règle de contrariété des couleurs : ces armes sont fautives (gueules sur sinople). Le statut officiel du blason reste à déterminer. |

| Blason de Mirambeau | Blason  | De gueules au lion d’or armé, lampassé et couronné d’azur. |
| Blason de Mirambeau | Détails | Le statut officiel du blason reste à déterminer.           |

| Blason de Montendre | Blason  | Parti : au 1er gironné de vair et de gueules de dix pièces, au 2e burelé d'argent et d'azur aux trois chevrons de gueules brochant sur le tout, le premier écimé (qui est de La Rochefoucault). Devise / CriFault plus haut que mon tandre. |
| Blason de Montendre | Détails | Le statut officiel du blason reste à déterminer. |

| Blason de Montguyon | Blason  | Tranché : au 1er d’azur à la tour ronde terrassée d’argent maçonnée de sable mouvant de la partition et à l’arbre aussi d’argent mouvant du flanc senestre, brochant sur la tour et la terrasse, au 2e de gueules à l’allée couverte d’argent sur une terrasse du même, surmontée d’une branche de gui d’or fruitée aussi d’argent posée en bande. Devise / CriAssurgit tempore fortior (Il s'élève plus fort que le temps). |
| Blason de Montguyon | Détails | Création Raymond Nuvet et Denis Joulain. Adopté le 28 janvier 2009. |

| Blason de Montils | Blason  | Parti ondé : au 1er d’azur au soleil d’or soutenu d’une grappe de raisin du même feuillée de sinople, au 2e d’azur à la mitre d’argent soutenue d’une fleur de lys d’or, au filet ondé d’argent brochant sur la partition. |
| Blason de Montils | Détails | Le statut officiel du blason reste à déterminer. |

| Blason de Montlieu-la-Garde | Blason  | De gueules aux sept besants d’or 3, 3 et 1. |
| Blason de Montlieu-la-Garde | Détails | Armes de Louis II de Melun (1664-1724), prince d’Espinoy, duc de Joyeuse, membre du Parlement, pair de France (avec changement d'émail, et sans chef). Le statut officiel du blason reste à déterminer. |

| Blason de Mortagne-sur-Gironde | Blason  | D'azur au pal d'or accosté de six losanges du même. |
| Blason de Mortagne-sur-Gironde | Détails | Le statut officiel du blason reste à déterminer.    |

| Blason à dessiner | Blason  | Tiercé en fasce : au 1er d'or au pont alésé de deux arches et deux demies du lieu au naturel, maçonné de sable, au 2e de gueules à deux épis de blé tigés et feuillés d'or, courbés, les tiges passées en sautoir, chargés de vingt-et-un grains, dix à dextre et onze à senestre, au 3e de sinople à la grenouille d'argent et au chef rompu cousu d'azur ondé d'argent, combiné avec une filière de même, à savoir d'azur ondée d'argent, bordant le tout. |
| Blason à dessiner | Détails | Adopté le 28 juin 2023. |

| Blason de Muron | Blason  | De sable au mur crénelé d'or, maçonné et ouvert du champ, à l'arcature et à la herse sarrasine d'argent, posée sur une mer du même, le tout posé en barre haussée à dextre et abaissée à senestre, au poisson d'or en pointe et à la perdrix couronnée d'argent et contournée au premier canton du chef, à l'inscription « MURON » en lettres d'argent, posée en arc de cercle en chef senestre. |
| Blason de Muron | Détails | * Il y a là non-respect de la règle de contrariété des couleurs : ces armes sont fautives (argent sur or). Le statut officiel du blason reste à déterminer. |

Pas d'information pour les communes suivantes : Macqueville, Marignac (Charente-Maritime), Marsais, Massac (Charente-Maritime), Les Mathes, Mazeray, Mazerolles (Charente-Maritime), Messac (Charente-Maritime), Meursac, Meux (Charente-Maritime), Migré, Migron, Moëze, Moings, Mons (Charente-Maritime), Montpellier-de-Médillan, Montroy (Charente-Maritime), Moragne, Mornac-sur-Seudre, Mortiers (Charente-Maritime), Mosnac (Charente-Maritime), Mérignac (Charente-Maritime)
- Haut – A
- B
- C
- D
- E
- F
- G
- H
- I
- J
- K
- L
- M
- N
- O
- P
- Q
- R
- S
- T
- U
- V
- W
- X
- Y
- Z

## N
| Blason de Néré | Blason  | Parti : au 1er de gueules à la feuille de chêne d'or posée en bande, au 2e d'or à deux clés de sable passées en sautoir, les pannetons ajourés en croix de Lorraine, les anneaux liés par une chaîne du même, le tout sommé d'un chef d'azur chargé d'une fasce ondée d'argent. |
| Blason de Néré | Détails | Le statut officiel du blason reste à déterminer. |

| Blason de Nuaillé-d'Aunis | Blason  | Taillé : au 1er d’azur au dragon d’argent, au 2e de gueules au château donjonné d’argent ouvert du champ et ajouré de sable. |
| Blason de Nuaillé-d'Aunis | Détails | Adopté le 15 décembre 1997.                                                                                                  |

Pas d'information pour les communes suivantes : Nachamps, Nancras, Nantillé, Neuillac, Neulles, Neuvicq, Neuvicq-le-Château, Nieul-le-Virouil, Nieul-lès-Saintes, Nieul-sur-Mer, Nieulle-sur-Seudre, Les Nouillers, Nuaillé-sur-Boutonne
- Haut – A
- B
- C
- D
- E
- F
- G
- H
- I
- J
- K
- L
- M
- N
- O
- P
- Q
- R
- S
- T
- U
- V
- W
- X
- Y
- Z

## O
Pas d'information pour les communes suivantes : Orignolles, Ozillac

## P
| Blason de Paillé | Blason  | D'argent à deux bandes ondées abaissées d'azur, accompagnées en chef senestre d'un lion de gueules armé, lampassé et couronné d'azur, au franc-quartier de sinople chargé de saint Georges à cheval d'or, le bouclier d'argent à la croix de gueules, tuant de sa lance un dragon d'or. |
| Blason de Paillé | Détails | Le statut officiel du blason reste à déterminer. |

| Blason de Périgny | Blason  | Coupé : au 1er d’azur au mur d’argent, ouvert de sable, la porte accostée de deux tours carrées d’argent, ajourées et essorées de sable, le tout posé sur une terrasse de sinople et brochant sur un bouquet d’arbres du même mouvant du flanc dextre, au 2e d’argent à trois burelles ondées d’azur. |
| Blason de Périgny | Détails | Le statut officiel du blason reste à déterminer. |

| Blason de Plassay | Blason  | Parti : au 1er d'azur au pic d'argent, au 2e de gueules au chêne d'or, le tout sommé d'un chef d'or au loup passant de sable, langué de gueules. |
| Blason de Plassay | Détails | Le statut officiel du blason reste à déterminer.                                                                                                 |

| Blason de Pons | Blason  | De sinople à trois ponts de trois arches d'or, l'un au-dessus de l'autre, maçonnés de sable, soutenus chacun d'une rivière d'argent ; au franc-quartier (de l'Empire) senestre de gueules chargé de la lettre capitale N d'argent surmontée d'une étoile rayonnante du même. |
| Blason de Pons | Détails | Armes parlantes (ponts). Bonne ville de l'Empire 1812 |
| Blason de Pons | Alias   | D'argent à la fasce bandée de gueules et d'or. Interprétaion erronée, dont les couleurs du bandé sont inversées, des armes de la maison de Pons. |

| Blason de Pontaillac | Blason  | Écartelé : au 1er d’azur au chevron de sable accompagné de trois aiglettes d’or, becquées et membrées de gueules, au 2e de gueules au phare perronné d’argent, au 3e de gueules à la branche de chêne de sinople fruitée d’argent, au 4e fascé d'or et de sable. |
| Blason de Pontaillac | Détails | * Il y a là non-respect de la règle de contrariété des couleurs : ces armes sont fautives (sable sur azur, sinople sur gueules). Le statut officiel du blason reste à déterminer.                                                                                |

| Blason de Port-d'Envaux | Blason  | D'argent au bateau de gueules, les voiles ferlées d'azur, pavillonné d'un tiercé en pal d'azur, d'argent et de gueules, voguant sur une mer du champ agitée d'azur et de sable, au soleil d'or mouvant de l'angle dextre du chef. Devise / CriSol omnibus lucet (Le soleil brille pour tout le monde). |
| Blason de Port-d'Envaux | Détails | * Il y a là non-respect de la règle de contrariété des couleurs : ces armes sont fautives (or sur argent). Les armoiries de la commune datent de 1984. Elles sont l’œuvre de M. André Brucher, instituteur du village, ancien adjoint. Le statut officiel du blason reste à déterminer.                |

| Blason de Port-des-Barques | Blason  | De gueules à la barque contournée d’or habillée du même voguant sur une mer ondée de sinople mouvant de la pointe, surmontée de trois macles accolées aussi d’or touchant les flancs.       |
| Blason de Port-des-Barques | Détails | * Il y a là non-respect de la règle de contrariété des couleurs : ces armes sont fautives (sinople sur gueules). Armes parlantes (Barque). Le statut officiel du blason reste à déterminer. |

| Blason de Préguillac | Blason  | D’azur à la barre d’or chargée en chef d’un pèlerin d’argent, vêtu de gueules, le bourdon, le chapeau et les sandales de sable et en pointe d’une coquille d’argent, accompagnée en pointe de l’église du lieu d’argent posée en perspective, le tout enfermé dans une filière cousue de gueules. |
| Blason de Préguillac | Détails | * Il y a là non-respect de la règle de contrariété des couleurs : ces armes sont fautives (argent sur or). Adoptées en 2006 et reprenant les éléments du logo de la commune, ces armoiries évoquent le chemin de Compostelle qui la traverse. Le statut officiel du blason reste à déterminer.    |

| Blason de Puilboreau | Blason  | De gueules aux deux ancres de marine d’or passées en sautoir, à l’écusson d’argent semé de lys d’azur et sommé d’une couronne de comte aussi d’or perlée aussi d’argent brochant en abîme. |
| Blason de Puilboreau | Détails | Le statut officiel du blason reste à déterminer. |

Pas d'information pour les communes suivantes : Pessines, Le Pin (Charente-Maritime), Pisany, Plassac (Charente-Maritime), Polignac (Charente-Maritime), Pommiers-Moulons, Pont-l'Abbé-d'Arnoult, Les Portes-en-Ré, Pouillac, Poursay-Garnaud, Prignac, Puy-du-Lac, Puyravault (Charente-Maritime), Puyrolland, Pérignac (Charente-Maritime), Péré (Charente-Maritime)
- Haut – A
- B
- C
- D
- E
- F
- G
- H
- I
- J
- K
- L
- M
- N
- O
- P
- Q
- R
- S
- T
- U
- V
- W
- X
- Y
- Z

## R
| Blason de Rioux | Blason  | Fascé ondé d'argent et d'azur, au lion de gueules couronné, armé et lampassé d'or, brochant. |
| Blason de Rioux | Détails | Création Jean-François Binon. Adopté le 30 mai 2013.                                         |

| Blason de Rivedoux-Plage | Blason  | D'azur au lion d'or à la couronne comtale, armé et lampassé de gueules. |
| Blason de Rivedoux-Plage | Détails | Le statut officiel du blason reste à déterminer.                        |

| Blason de Rochefort | Blason  | Coupé : au 1er parti d'azur à l'étoile d'or et d'argent au fort crénelé posé sur un rocher, le tout de sable, au 2e de sable au navire d'argent équipé d'or, voguant sur une mer d'argent mouvant de la pointe. |
| Blason de Rochefort | Détails | Armes parlantes. Le statut officiel du blason reste à déterminer. |
| Blason de Rochefort | Alias   | D'azur à une montagne d'or, sommée d'une fleur de lys du même en chef. |

| Blason de Rochelle (La) | Blason  | De gueules au vaisseau d'or habillé d'argent voguant sur une mer de sinople, au chef cousu de France. Devise / CriServabor rectore deo (Je serai sauvé sous la garde de Dieu). « La Rochelle, belle et rebelle ». |
| Blason de Rochelle (La) | Détails | Le statut officiel du blason reste à déterminer. |

| Blason de Romegoux | Blason  | Tiercé en pairle renversé : au 1er de sinople à une grappe de raisin tigée et feuillée de deux pièces d'or, au 2e de gueules à trois fleurs de lys d'or, au 3e d'argent à trois fasces ondées d'azur et à deux clés de sable passées en sautoir et brochant sur les fasces. |
| Blason de Romegoux | Détails | Création Jean-François Binon, adoptée en 2020. |

| Blason de Ronde (La) | Blason  | D’azur à la barque contournée d’or matée et équipée d’argent, surmontée d’une voile d’or, chapé d’argent chargé à dextre d’un coq de gueules et à senestre de trois croissants entrelacés de sable, l’un versé et les deux autres affrontés en bande et en barre. Devise / CriPungo nec vulnero (Je pique sans blesser). |
| Blason de Ronde (La) | Détails | Le statut officiel du blason reste à déterminer. |

| Blason de Rouffiac | Blason  | D’or au rencontre de buffle de gueules bouclé du même, surmonté d’une étoile d’azur. Devise / CriÆre perennieus (Plus durable que l'airain). |
| Blason de Rouffiac | Détails | Le statut officiel du blason reste à déterminer.                                                                                             |

| Blason de Royan | Blason  | Coupé : au 1er parti, au I fascé d'or et de sable de six pièces qui est de Coëtivy, au II d'or au chevron de gueules accompagné de trois aiglettes d'azur, becquées et membrées de gueules qui est de La Trémoille, au 2e d'azur au galion d'or équipé et gréé du même voguant sur une mer d'argent, mouvant de la pointe. Devise / CriNe m’oubliez. |
| Blason de Royan | Détails | Le statut officiel du blason reste à déterminer. |

Pas d'information pour les communes suivantes : Réaux, Rétaud, Romazières, Rouffignac
- Haut – A
- B
- C
- D
- E
- F
- G
- H
- I
- J
- K
- L
- M
- N
- O
- P
- Q
- R
- S
- T
- U
- V
- W
- X
- Y
- Z

## S
| Blason de Saint-Aigulin | Blason  | D’azur à la cotice ondée d’argent chargée d’un bâton ondé de sinople et accompagnée en chef d’une grappe de raisin pamprée d’or adextrée d’une étoile de quatre rais gironnée de gueules et d’or et en pointe d’une pomme de pin renversée aussi d’or sommée d’un faisceau de quatre aiguilles du même. |
| Blason de Saint-Aigulin | Détails | Le statut officiel du blason reste à déterminer. |

| Blason de Saint-Augustin | Blason  | Taillé : au 1er d’azur au pin maritime cousu de sinople fûté cousu de sable, au 2e à l’iris des marais d’or tigé et feuillé cousu de sable, posé en barre, soutenu de quatre vaguelettes du même mouvant de la pointe, au filet en barre de sable brochant sur la partition, le tout sommé d’un chef d’or chargé de l’inscription « RARA AVIS » en lettre capitales de sable. |
| Blason de Saint-Augustin | Détails | * Il y a là non-respect de la règle de contrariété des couleurs : ces armes sont fautives (sable sur or). Le statut officiel du blason reste à déterminer. |

| Blason à dessiner | Blason  | Parti: au 1er de gueules au chevron d'or renversé, chargé de cinq maisons de sable posées deux, deux et une en pointe, ouvertes d'or, au 2e coupé au I d'azur à l'ancre d'argent liée d'une gumène au naturel, au II de sinople à la tour de phare ancien au naturel, maçonnée de sable, mouvant d'une mer d'azur agitée d'argent. |
| Blason à dessiner | Détails | Adopté en 2004. |

| Blason de Saint-Coutant-le-Grand | Blason  | D'azur à deux cotices ondées et abaissées d'argent, accompagnées en chef d'une mitre d'argent brochant sur une crosse de même posée en bande, au franc-quartier cousu de gueules chargé de sept épis de blé d'or posés en éventail et liés de gueules. |
| Blason de Saint-Coutant-le-Grand | Détails | Création Jean-François Binon. Adopté en octobre 2015. |

| Blason de Saint-Crépin | Blason  | Tiercé en pairle renversé : au 1er de sinople à une gerbe de blé d'or, au 2e d'argent à une botte contournée de gueules, au 3e d'azur à une mitre d'argent accompagnée de trois fleurs de lys d'or. |
| Blason de Saint-Crépin | Détails | Le statut officiel du blason reste à déterminer. |

| Blason de Saint-Denis-d'Oléron | Blason  | D'azur à l'église du lieu d'argent, au chef losangé d'or et d'azur, au pal de sinople chargé du phare du lieu d'argent et de sable. |
| Blason de Saint-Denis-d'Oléron | Détails | Le statut officiel du blason reste à déterminer.                                                                                    |

| Blason de Saint-Georges-de-Didonne | Blason  | Gironné de douze pièces d'argent et de gueules.  |
| Blason de Saint-Georges-de-Didonne | Détails | Le statut officiel du blason reste à déterminer. |

| Blason de Saint-Georges-des-Agoûts | Blason  | Taillé : au 1er de gueules au dragon d’or, au 2e d’azur à la mitre d’or accostée et soutenue de trois fleurs de lys du même, le tout sommé d’un comble d’azur chargé de trois feuilles de vigne d’or. |
| Blason de Saint-Georges-des-Agoûts | Détails | Le statut officiel du blason reste à déterminer. |

| Blason de Saint-Georges-d'Oléron | Blason  | D'argent à saint Georges du même, debout sur une barque habillée de gueules posée de trois quarts, voguant sur une mer d'azur agitée d'argent, saint Georges transperçant de sa lance un dragon mariné de gueules nageant dans ladite mer. Devise / CriCombattre pour vivre libre. |
| Blason de Saint-Georges-d'Oléron | Détails | Le statut officiel du blason reste à déterminer. |

| Blason de Saint-Germain-de-Marencennes | Blason  | De gueules au soleil d'or accompagné de trois poires du même, celle du chef à dextre en barre et celle du chef à senestre en bande, au chef d'or chargé d'une aigle de sable. |
| Blason de Saint-Germain-de-Marencennes | Détails | Le blason de la commune est consacré à Raimond Péraud (1435-1505). Le statut officiel du blason reste à déterminer.                                                           |

| Blason de Saint-Hippolyte | Blason  | Coupé d'un trait, parti de trois autres qui font huit quartiers : au 1er de gueules, au croissant de vair (de Maure), au 2e d'azur, à trois fleurs de lis d'or au bâton péri en bande de gueules (Bourbon), au 3e de gueules, à neuf macles d'or (Rohan), au 4e burelé d'argent et d'azur de dix pièces à trois chevrons de gueules brochants sur le tout, le premier écimé (La Rochefoucauld), au 5e d'argent, à la guivre d'azur couronnée d'or engoulant un enfant de gueules (Visconti-Milan), au 6e de gueules, aux chaînes de Navarre d'or (Navarre), au 7e de gueules, au pal de vair (Pérusse des Cars), au 8e d'hermine plain (Bretagne), sur le tout fascé enté de six pièces d'argent et de gueules (Rochechouart). |
| Blason de Saint-Hippolyte | Détails | Différences entre dessin et blasonnement : enfant de carnation et non de gueules. Adopté par la municipalité. |

| Blason de Saint-Jean-d'Angély | Blason  | D'azur semé de fleurs de lys d'or, au franc-quartier de gueules chargé du chef nimbé de saint Jean-Baptiste d'argent posé sur un plateau à pied d'or. |
| Blason de Saint-Jean-d'Angély | Détails | Le statut officiel du blason reste à déterminer. |

| Blason de Saint-Jean-d'Angle | Blason  | D’azur à la croix alésée d’argent.               |
| Blason de Saint-Jean-d'Angle | Détails | Le statut officiel du blason reste à déterminer. |

| Blason de Saint-Just-Luzac | Blason  | D'argent à un palmier au naturel mouvant de la pointe. Devise / CriJustus ut palma florebit (Le juste fleurira comme un palmier [Psaumes 92: 13, 14]). |
| Blason de Saint-Just-Luzac | Détails | Le statut officiel du blason reste à déterminer. |

| Blason à dessiner | Blason  | D'azur à la coquille d'or; au chef cousu de gueules, chargé d'un sanglier d'or à dextre et d'un gland feuillé du même à senestre. |
| Blason à dessiner | Détails | Le statut officiel du blason reste à déterminer.                                                                                  |

| Blason de Saint-Mandé-sur-Brédoire | Blason  | D’or aux trois tourteaux de gueules.             |
| Blason de Saint-Mandé-sur-Brédoire | Détails | Le statut officiel du blason reste à déterminer. |

| Blason de Saint-Martin-de-Coux | Blason  | D’argent à la bordure mortaisée d’azur, à la barre brochante du même chargée d’une autre barre du champ surchargée de trois grappes de raisin de pourpre feuillées de sinople posées à plomb, accompagnée en chef de l’église du lieu au trait couverte, ouverte et ajourée de sable et en pointe d’un pin au naturel. |
| Blason de Saint-Martin-de-Coux | Détails | Le statut officiel du blason reste à déterminer. |

| Blason de Saint-Martin-de-Ré | Blason  | D'azur à la croix potencée d'argent.             |
| Blason de Saint-Martin-de-Ré | Détails | Le statut officiel du blason reste à déterminer. |

| Blason de Saint-Palais-sur-Mer | Blason  | Parti : au 1er de gueules au lion d'argent (ou d'or), au 2e d'or à trois trèfles de sinople. |
| Blason de Saint-Palais-sur-Mer | Détails | Le statut officiel du blason reste à déterminer.                                             |
| Blason de Saint-Palais-sur-Mer | Alias   | Parti : d'or à trois croisettes latines de sable et de gueules au lion d'argent.             |

| Blason de Saint-Pierre-d'Oléron | Blason  | D'azur à la barre réticulée cousue de gueules accompagnée d'un soleil rayonnant mouvant de l'angle dextre du chef et d'une barque d'or habillée d'argent voguant sur une mer du même mouvant de la pointe, au chef cousu aussi d'azur chargé de trois coquilles aussi d'argent. |
| Blason de Saint-Pierre-d'Oléron | Détails | Le statut officiel du blason reste à déterminer. |

| Blason de Saint-Porchaire | Blason  | Coupé : au 1er parti au I d'azur à la mitre d'argent accompagnée de trois fleurs de lys d'or et au II d'azur au château du lieu d'argent couvert, ouvert et ajouré de sable, au 2e de gueules au pont du lieu d'argent alésé parallèlement au bord de l'écu, maçonné de sable, d'une arche vers senestre et sommé, en son milieu, d'une pompe aussi d'argent. |
| Blason de Saint-Porchaire | Détails | Le statut officiel du blason reste à déterminer. |

| Blason de Saint-Savinien | Blason  | Parti : au 1er d’azur à la champagne d’argent, à la pierre taillée en parallélépipède aussi d’argent brochant en pal sur le tout, au 2e d’argent à la gabarre de sable équipée et flammée d’or, habillée de gueules, mouvant de la partition de ¾ vers senestre et voguant sur une mer aussi d’argent agitée aussi de sable. |
| Blason de Saint-Savinien | Détails | Le statut officiel du blason reste à déterminer. |

| Blason de Saint-Seurin-de-Palenne | Blason  | De sinople à la fasce bandée d’or et de gueules. |
| Blason de Saint-Seurin-de-Palenne | Détails | Le statut officiel du blason reste à déterminer. |

| Blason de Saint-Sulpice-d'Arnoult | Blason  | Tiercé en pairle renversé: au 1 de gueules à un livre ouvert d'or aux pages d'argent écrites de sable, à une crosse d'or brochante, au 2 de sinople à trois gousses de haricot d'or posées en pal et rangées en fasce, au 3 d'azur à la burelle ondée d'argent surmontée d'une fleur de lis d'or. |
| Blason de Saint-Sulpice-d'Arnoult | Détails | Créé par JF Binon. Site de la Commune 2024 |

| Blason de Saint-Trojan-les-Bains | Blason  | Coupé : au 1er losangé d’azur et d’or, au pal de sinople brochant, au 2e d’azur à la coquille renversée accostée de deux pommes de pin, le tout d’or. |
| Blason de Saint-Trojan-les-Bains | Détails | Le statut officiel du blason reste à déterminer. |

| Blason de Saint-Xandre | Blason  | D’azur écartelé par un filet d’argent : au 1er à la perdrix couronnée du même, au 2e aux trois fleurs de lys d’or, au 3e à la grappe de raisin de gueules tigée au naturel, au 4e à saint Xandre auréolé d’argent tenant une palme du même dans sa dextre. Devise / CriLes hommes passent, la nation demeure. |
| Blason de Saint-Xandre | Détails | * Il y a là non-respect de la règle de contrariété des couleurs : ces armes sont fautives (gueules sur azur). Le statut officiel du blason reste à déterminer. |

| Blason de Sainte-Gemme | Blason  | Écartelé : au 1er d'azur à la tête de cheval coupée d'argent et bridée de sable, au 2e de gueules à deux raquettes de tennis d'or passées en sautoir et surmontées d'une balle d'argent, au 3e de gueules à la grappe de raisin d'or tigée et feuillée de sinople, au 4e d'azur au trèfle à quatre feuilles de sinople bordé d'argent et tigé de sinople. |
| Blason de Sainte-Gemme | Détails | Création Corrine Chapron, lycéenne, 1989. |

| Blason de Sainte-Lheurine | Blason  | D’azur à l’écusson d’argent chargé d’une croisette de sable, accompagné de trois étoiles de dix rais d’or. |
| Blason de Sainte-Lheurine | Détails | Le statut officiel du blason reste à déterminer.                                                           |

| Blason de Saintes | Blason  | De gueules à un pont de trois arches surmonté de trois tours couvertes et girouettées, mouvant du flanc senestre, ayant à dextre un portail ouvert accompagné de deux tours crénelées, couvertes et girouettées, le tout d'argent maçonné de sable, sur une onde d'argent aussi mouvant de la pointe, au chef cousu de France. Devise / CriAultre ne veult. |
| Blason de Saintes | Détails | Le statut officiel du blason reste à déterminer. |

| Blason de Saujon | Blason  | Parti : au 1er d'azur à la fasce accompagnée en chef d'un croissant et en pointe d'une coquille, le tout d'argent, qui est de Campet de Saujon, au 2e d'argent à trois chevrons de gueules, qui est de Du Plessis-Richelieu. Devise / CriCampé en riche lieu. |
| Blason de Saujon | Détails | Le statut officiel du blason reste à déterminer. |

| Blason de Semussac | Blason  | Mi-parti : au 1er gironné de douze pièces d’or et de gueules, au 2e d’azur aux cinq fusées accolées d’argent touchant les bords et les flancs de l’écu, au vase de terre au naturel brochant sur le tout. |
| Blason de Semussac | Détails | Création MM. Claireau et Joyeux. |

| Blason de Soubise | Blason  | Parti : au 1er de gueules aux neuf macles d’or ordonnées 3,3 et 3, au 2e d’hermine plain. Devise / CriSubissia prima urbs insularum est sub borea (Soubise est la première ville sous le vent des îles). |
| Blason de Soubise | Détails | Les armes en 1er sont les armes de la famille de Rohan, celles en 2e étant les armes de la Bretagne. Le statut officiel du blason reste à déterminer.                                                    |

| Blason de Surgères | Blason  | De gueules fretté de vair de six pièces. Devise / CriPost tenebras spero lucem (Après les ténèbres, j'espère la lumière). |
| Blason de Surgères | Détails | Le statut officiel du blason reste à déterminer.                                                                          |

Pas d'information pour les communes suivantes : Sablonceaux, Saint-Agnant (Charente-Maritime), Saint-André-de-Lidon, Saint-Bonnet-sur-Gironde, Saint-Bris-des-Bois, Saint-Christophe (Charente-Maritime), Saint-Ciers-Champagne, Saint-Ciers-du-Taillon, Saint-Cyr-du-Doret, Saint-Césaire (Charente-Maritime), Saint-Denis-du-Pin, Saint-Dizant-du-Bois, Saint-Dizant-du-Gua, Saint-Eugène (Charente-Maritime), Saint-Félix (Charente-Maritime), Saint-Fort-sur-Gironde, Saint-Froult, Saint-Genis-de-Saintonge, Saint-Georges-Antignac, Saint-Georges-de-Longuepierre, Saint-Georges-des-Coteaux, Saint-Georges-du-Bois (Charente-Maritime), Saint-Germain-de-Lusignan, Saint-Germain-de-Vibrac, Saint-Germain-du-Seudre, Saint-Grégoire-d'Ardennes, Saint-Hilaire-de-Villefranche, Saint-Hilaire-du-Bois (Charente-Maritime), Saint-Jean-de-Liversay, Saint-Julien-de-l'Escap, Saint-Laurent-de-la-Barrière, Saint-Laurent-de-la-Prée, Saint-Loup (Charente-Maritime), Saint-Maigrin, Saint-Mard (Charente-Maritime), Saint-Martial (Charente-Maritime), Saint-Martial-de-Mirambeau, Saint-Martial-de-Vitaterne, Saint-Martial-sur-Né, Saint-Martin-d'Ary, Saint-Martin-de-Juillers, Saint-Maurice-de-Tavernole, Saint-Médard (Charente-Maritime), Saint-Médard-d'Aunis, Saint-Nazaire-sur-Charente, Saint-Ouen-la-Thène, Saint-Ouen-d'Aunis, Saint-Palais-de-Négrignac, Saint-Palais-de-Phiolin, Saint-Pardoult, Saint-Pierre-d'Amilly, Saint-Pierre-de-Juillers, Saint-Pierre-de-l'Isle, Saint-Pierre-du-Palais, Saint-Quantin-de-Rançanne, Saint-Rogatien, Saint-Romain-de-Benet, Saint-Romain-sur-Gironde, Saint-Saturnin-du-Bois, Saint-Sauvant (Charente-Maritime), Saint-Sauveur-d'Aunis, Saint-Sever-de-Saintonge, Saint-Séverin-sur-Boutonne, Saint-Sigismond-de-Clermont, Saint-Simon-de-Bordes, Saint-Simon-de-Pellouaille, Saint-Sorlin-de-Conac, Saint-Sornin (Charente-Maritime), Saint-Sulpice-de-Royan, Saint-Thomas-de-Conac, Saint-Vaize, Saint-Vivien (Charente-Maritime), Sainte-Ramée, Sainte-Colombe (Charente-Maritime), Sainte-Marie-de-Ré, Sainte-Même, Sainte-Radegonde (Charente-Maritime), Sainte-Soulle, Saleignes, Salignac-de-Mirambeau, Salignac-sur-Charente, Salles-sur-Mer, Seigné, Semillac, Semoussac, Le Seure, Siecq, Sonnac (Charente-Maritime) , Soubran, Soulignonne, Souméras, Sousmoulins
- Haut – A
- B
- C
- D
- E
- F
- G
- H
- I
- J
- K
- L
- M
- N
- O
- P
- Q
- R
- S
- T
- U
- V
- W
- X
- Y
- Z

## T
| Blason de Taillebourg | Blason  | D’or au chevron de gueules accompagné de trois aiglettes d’azur becquées et membrées aussi de gueules. |
| Blason de Taillebourg | Détails | Le statut officiel du blason reste à déterminer.                                                       |

| Blason de Talmont-sur-Gironde | Blason  | Parti : au 1er d'azur semé de fleurs de lis d'or, au 2e coupé au I de gueules au château d'or, ouvert et ajouré d'azur, au II d'argent au lion de pourpre armé, lampassé et couronné d'or. |
| Blason de Talmont-sur-Gironde | Détails | Le statut officiel du blason reste à déterminer. |

| Blason de Thaims | Blason  | Tiercé en pairle renversé : au 1er d'or à la grappe de raisin de pourpre, tigée de tenné et feuillée de sinople, au 2e de gueules à trois colonnes d'argent rangées en fasce et surmontées d'une épée d'argent garnie d'or posée en fasce, au 3e d'azur à trois burelles ondées d'argent et à deux clefs d'or, passées en sautoir et liées par une chaîne du même. |
| Blason de Thaims | Détails | Création Jean-François Binon |

| Blason de Thairé | Blason  | Écartelé : au 1er et au 4e d’argent à la croix de gueules, au 2e et au 3e d’azur à l’aigle surmontée à dextre d’une croisette et à senestre d’une fleur de lys, le tout d’or. |
| Blason de Thairé | Détails | D'après J.-J. Lartigue, 1995. |

| Blason de Thénac | Blason  | D’azur au lambel à l’antique de trois pendants d’argent en fasce, surmonté de trois étoiles d’or rangées, au chef de gueules chargé du nom « THÉNAC » en lettres capitales aussi d’argent et soutenu d’un filet du même. |
| Blason de Thénac | Détails | Le statut officiel du blason reste à déterminer. |

| Blason à dessiner | Blason  | D'azur à l'ancien donjon du lieu d'or sur un tertre de sinople, à la rivière d'argent brochant en pointe sur laquelle vogue un galion de gueules.              |
| Blason à dessiner | Détails | * Il y a là non-respect de la règle de contrariété des couleurs : ces armes sont fautives (sinople sur azur). Le statut officiel du blason reste à déterminer. |

| Blason de Tonnay-Charente | Blason  | Coupé : au 1er d'argent aux deux fasces ondées entées de gueules, au 2e de gueules au vaisseau d'or habillé et flammé d'argent voguant sur une mer de même. Devise / CriAnte mare undæ (Avant la mer, les ondes). |
| Blason de Tonnay-Charente | Détails | Le statut officiel du blason reste à déterminer. |

| Blason de Tremblade (La) | Blason  | Coupé de gueules et d'azur, le gueules chargé d'une rangée de collines d'or mouvant de la partition, au bateau d'argent pavillonné et équipé d'une voile et de rames du même brochant sur le tout. Devise / CriCrescit eundo (Elle croît en avançant). |
| Blason de Tremblade (La) | Détails | Le statut officiel du blason reste à déterminer. |

Pas d'information pour les communes suivantes : Taillant, Tanzac, Taugon, Ternant (Charente-Maritime), Tesson (Charente-Maritime), Thézac (Charente-Maritime), Thors (Charente-Maritime), Le Thou, Torxé, Les Touches-de-Périgny, Trizay, Tugéras-Saint-Maurice
- Haut – A
- B
- C
- D
- E
- F
- G
- H
- I
- J
- K
- L
- M
- N
- O
- P
- Q
- R
- S
- T
- U
- V
- W
- X
- Y
- Z

## V
| Blason de Vandré | Blason  | D'azur à trois soleils d'or, à la bordure diminuée du même.                                                                        |
| Blason de Vandré | Détails | Armes de la famille Poussard, anciens seigneurs de Vandré, brisées d'une bordure. Le statut officiel du blason reste à déterminer. |

| Blason de Vaux-sur-Mer | Blason  | D'argent au lion de gueules armé, lampassé et couronné d'or. |
| Blason de Vaux-sur-Mer | Détails | Le statut officiel du blason reste à déterminer.             |

| Blason de Vénérand | Blason  | Parti : au 1er d'azur à la croix hosannière d'argent, aux ondes du même mouvant de la pointe, au 2e de gueules à deux grappes de raisin d'or stylisées de dix grains, 4, 3, 2 et 1, feuillées de sinople et rangées en pal, sur le tout d'argent à l'enclume, à l'équerre brochante et au fil à plomb surbrochant, le tout d'or. Devise / CriAngulus ridet. |
| Blason de Vénérand | Détails | * Il y a là non-respect de la règle de contrariété des couleurs : ces armes sont fautives (or sur argent). Le statut officiel du blason reste à déterminer. |

| Blason de Vergne (La) | Blason  | Tiercé en pairle renversé : au 1er de gueules à un vergne [aulne] d'or, au 2e d'or à une grappe de raisin de pourpre pamprée au naturel, au 3e d'azur à trois fasces ondées d'argent et à une épée basse d'or brochante. |
| Blason de Vergne (La) | Détails | Armes parlantes (vergne). Le statut officiel du blason reste à déterminer. |

| Blason de Villemorin | Blason  | De gueules au croissant d’argent, au chef cousu d’azur chargé de trois étoiles versées d’or.                                                                   |
| Blason de Villemorin | Détails | * Il y a là non-respect de la règle de contrariété des couleurs : ces armes sont fautives (azur sur gueules). Le statut officiel du blason reste à déterminer. |

| Blason de Virson | Blason  | De gueules au pont isolé d'or, maçonné de sable, accompagné en chef d'un épi de blé tigé et feuillé de deux pièces d'or et en pointe d'une rose de jardin tigée et feuillée de deux pièces du même, chapé de vair. |
| Blason de Virson | Détails | Création Jean-François Binon. Adopté le 15 juillet 2020. |

| Blason de Voissay | Blason  | Tiercé en pairle: au 1er de gueules au foudre d'or, au 2e d'azur à trois fasces d'or, à la croisette pattée d'argent brochant sur le tout, au 3e d'argent à trois roseaux à massette de tenné, empoignés, tigés et feuillés de sinople; au chevronnel renversé du même brochant sur la partition. |
| Blason de Voissay | Détails | Adopté le 24 juin 2024. |

Pas d'information pour les communes suivantes : La Vallée, Vanzac, Varaize, Varzay, Vergeroux, Vergné, Vérines, Vervant (Charente-Maritime) , Vibrac (Charente-Maritime), Villars-en-Pons, Villars-les-Bois, La Villedieu (Charente-Maritime), Villedoux, Villeneuve-la-Comtesse, Villexavier, Villiers-Couture, Vinax, Virollet, Vouhé (Charente-Maritime)
- Haut – A
- B
- C
- D
- E
- F
- G
- H
- I
- J
- K
- L
- M
- N
- O
- P
- Q
- R
- S
- T
- U
- V
- W
- X
- Y
- Z

## Y
Pas d'information pour les communes suivantes : Yves (Charente-Maritime)